# María Zambranová
María Zambranová (* 25. dubna 1904, Vélez-Málaga – 6. února 1991, Madrid) byla španělská filozofka a spisovatelka.
Vystudovala filozofii na Madridské univerzitě, kde ji učil a silně ovlivnil José Ortega y Gasset. Poté na své alma mater učila. Jakmile vypukla španělská občanská válka, přestěhovala se do Mexika. Po konci občanské války se do Španělska na chvilku vrátila, ale roku 1939 znovu odešla do exilu. Poté žila a učila v Havaně na Kubě, v Itálii, Francii, USA a Švýcarsku. V závěru života se vrátila do Španělska. 
Za její nejvýznamnější díla jsou považovány knihy Filosofia y poesia (1939), La Agonia de Europa (1945) a El Sueño Creador (1965). V exilu začala krom filozofických a politických textů psát i poezii. Jejím klíčovým filozofickým pojmem je “poetický rozum” (razón poética), její zdroj naděje vyhraněný nepřátelsky vůči evropskému racionalismu, o němž Zambranová soudila, že uvedl evropskou civilizaci do krize. S postupujícím časem se její filozofie stále více blížila mystice.
Roku 1981 získala Cenu kněžny asturské. V roce 1988 Cervantesovu cenu, nejprestižnější literární ocenění ve španělsky mluvícím světě. 